# Patrick M. Walsh

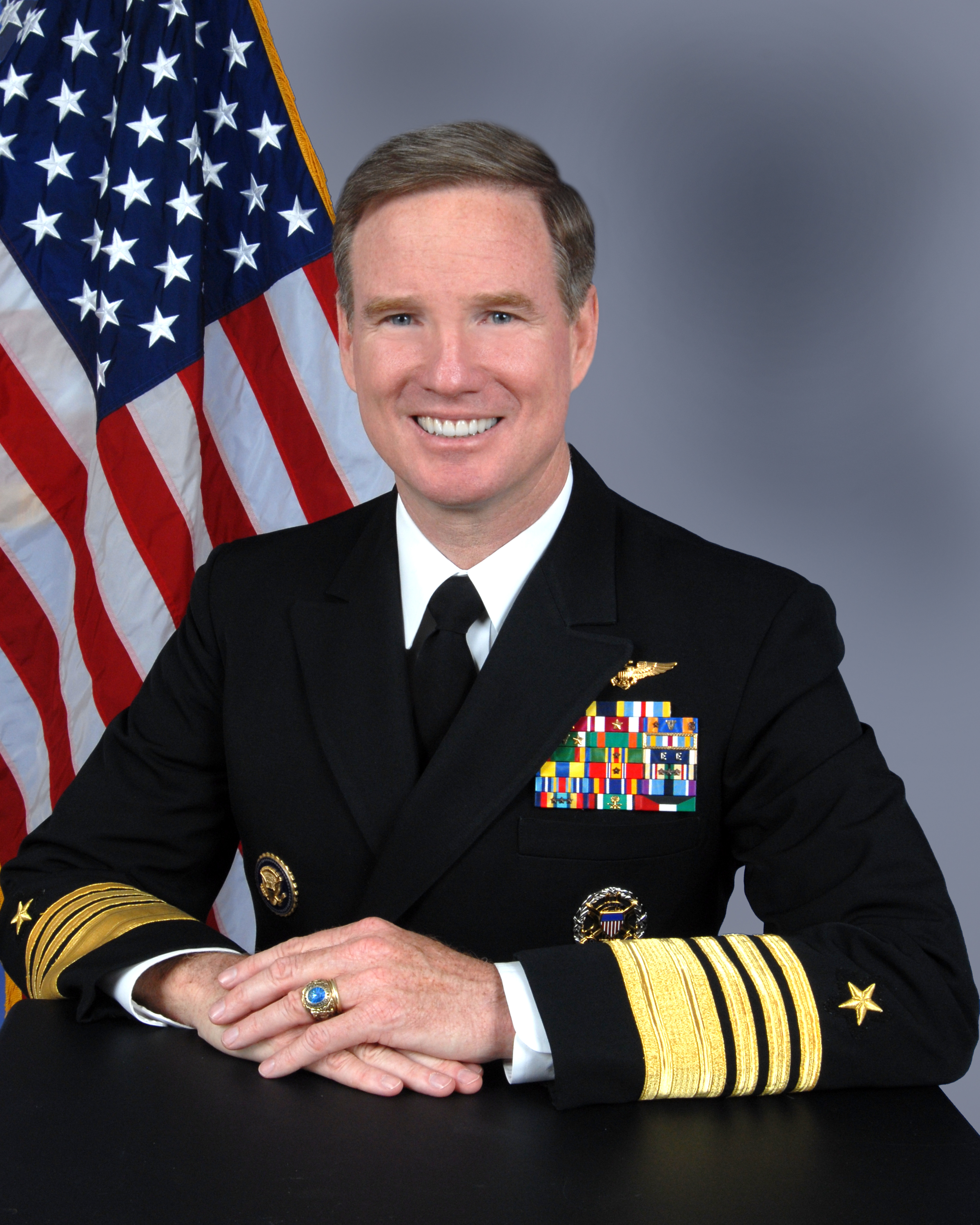
Admiral Patrick M. Walsh (2007)

Patrick Michael Walsh (* 13. Januar 1955) ist ein ehemaliger Admiral der US Navy, der zwischen 2007 und 2009 Vize-Chef des Stabes der Marine (Vice Chief of Naval Operations) sowie zuletzt von 2009 bis 2012 Kommandeur der US-Pazifikflotte (US Pacific Fleet) war.

## Leben

### Militärische Ausbildung sowie Verwendungen als Offizier und Stabsoffizier
Walsh absolvierte seine schulische Ausbildung an der 1942 gegründeten Jesuit College Preparatory School of Dallas, die er als bislang einer von zwei Schülern sowohl mit dem Distinguished Graduate Award als auch dem Distinguished Alumnus Award verließ. Im Anschluss begann er seine Offiziersausbildung an US Naval Academy in Annapolis, die er 1977 mit einem Bachelor of Science (B.Sc.) als Leutnant zur See abschloss. Daraufhin begann er mit Unterstützung eines Admiral Arthur S. Moreau-Forschungsstipendiums ein postgraduales Studium im Fach Internationale Beziehungen an der zur Tufts University gehörenden Fletcher School of Law and Diplomacy und schloss dieses als Jahrgangsbester mit einem Master of Arts (M.A. Law and Diplomacy) ab. Danach erwarb er in Doctor in Philosophy (Ph.D.) im Rahmen eines Doktoratsprogramms.
Nach seiner fliegerischen Ausbildung wurde Walsh Pilot in der auf dem Flugzeugträger America im Indischen Ozean stationierten Angriffsstaffel 192, den sogenannten „Golden Dragons“, und bekam aufgrund seiner dortigen Leistungen vom Kommandeur des Leichten Angriffsgeschwaders im Pazifikraum den Titel Junior Officer/Tailhook Pilot of the Year verliehen. Im Anschluss war er operativer Testdirektor der Test- und Erprobungsstaffel 5 (Air Test and Evaluation Squadron FIVE), den „Vampires“, sowie daraufhin Pilot der sogenannten „Blue Angels“, der Demonstrationsstaffel der US-Marine (Navy Flight Demonstration Squadron). Danach wurde er wieder in den regulären Dienst versetzt und nahm zwischen 1990 und 1991 als Operationsoffizier der auf dem Flugzeugträger Theodore Roosevelt stationierten Luftangriffsstaffel 87 (Strike Fighter Squadron 87), den „Golden Warriors“, an Kampfeinsätzen der Operation Desert Storm sowie Operation Provide Comfort im Zweiten Golfkrieg teil.
Danach wurde Walsh Kommandeur der auf dem Flugzeugträger Dwight D. Eisenhower stationierten Luftangriffsstaffel 105 (Strike Fighter Squadron 105), den sogenannten „Gunslingers“, und flog mit dieser 1992 Einsätze zur Unterstützung der Operation Southern Watch sowie der Operation Deny Flight. Danach wurde er Kommodore des Marinefliegergeschwader 1 (Carrier Air Wing One), die von Bord des Flugzeugträgers John F. Kennedy aus ebenfalls Unterstützung für die Operation Southern Watch leistete. Er war des Weiteren als White House Fellow Sonderassistent des Direktors des Office of Management and Budget, Vorsteher der Abteilung für Führung, Ethik und Recht der US Naval Academy sowie Exekutivassistent des Leiters der Abteilung Marinepersonal (Chief of Naval Personnel).

### Aufstieg zum Admiral

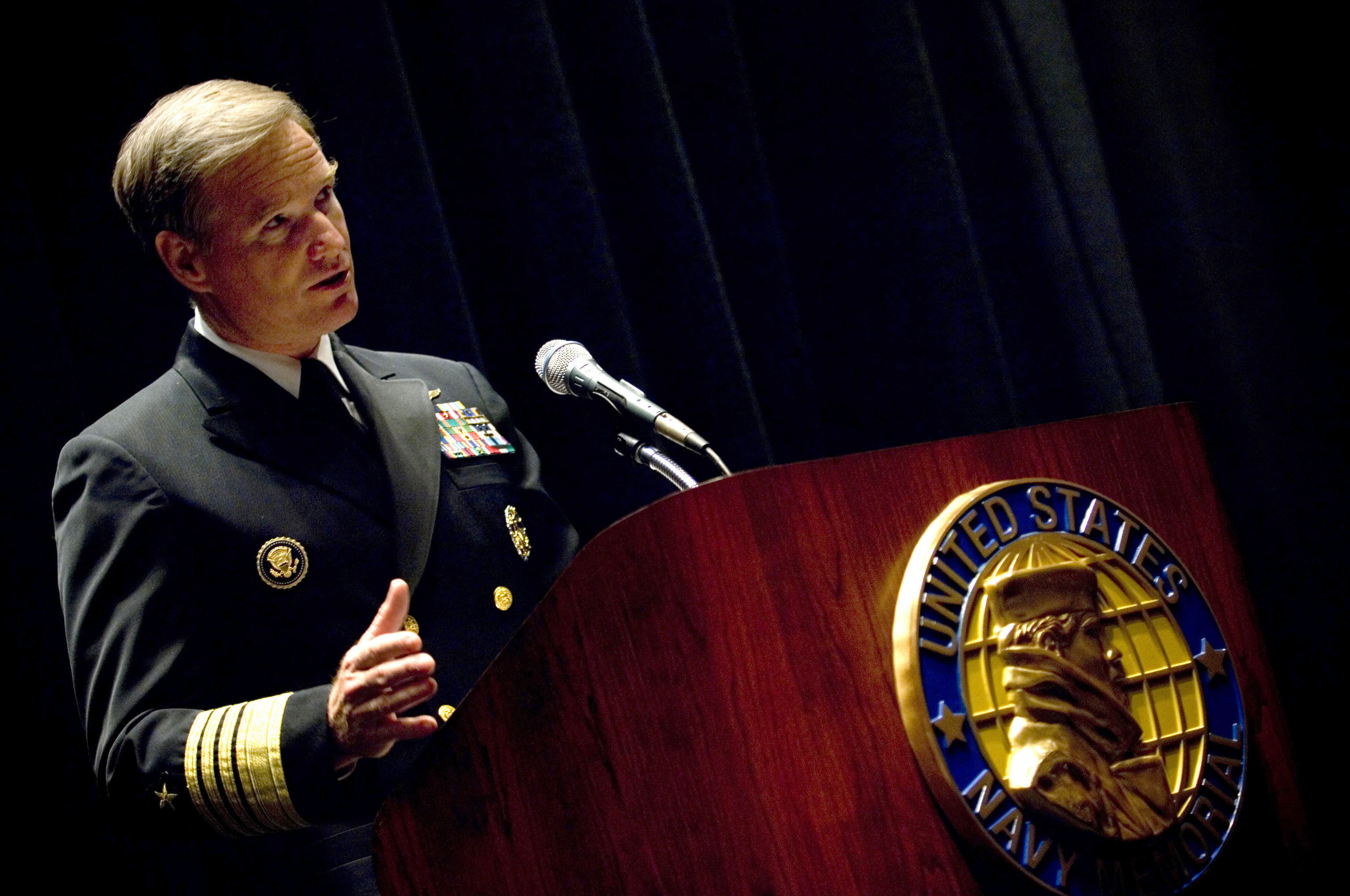
Admiral Walsh bei einer Rede zur Verleihung der Safety Excellence Awards am 16. Oktober 2007

Nach seiner Beförderung zum Flottillenadmiral war Walsh stellvertretender Leiter der Abteilung Strategie und Grundsatzpolitik (J-5) im Vereinigten Generalstab der US-Streitkräfte (Joint Staff) sowie zugleich Leiter des Vierteljahresberichts für Marineverteidigung (Navy Quadrennial Defense Review) und Leiter des Referats für Marineprogramme. Außerdem wurde er als Konteradmiral am 15. November 2003 Nachfolger von Konteradmiral Matt Moffit als Kommandeur der Flugzeugträgergruppe Sieben (Carrier Group Seven) des Flugzeugträgers John C. Stennis während eines Einsatzes im Pazifischen Ozean. Am 1. Oktober 2004 wurde die Carrier Group Seven in eine Flugzeugträgerkampfgruppe umgewandelt und in Carrier Strike Group Seven umgewandelt. Am 15. April 2005 wurde er als Kommandeur dieser Flugzeugträgerkampfgruppe von Konteradmiral Michael H. Miller abgelöst.
Anschließend wurde Walsh als Vizeadmiral im Oktober 2005 in Personalunion Kommandeur des Zentralkommandos der Marinestreitkräfte NAVCENT (US Naval Forces Central Command) als auch Kommandeur der Fünften US-Flotte (US Fifth Fleet) und hatte diese Funktionen bis zum 27. Februar 2007 inne. Während dieser Zeit war er zugleich Kommandeur der Vereinigten Seestreitkräfte während der Operation Enduring Freedom sowie anderer maritimer Sicherheitsoperationen im Zuständigkeitsbereich des Zentralkommandos.
Im April 2007 wurde Walsh zum Admiral befördert und löste Admiral Robert F. Willard als Vize-Chef des Stabes der Marine (Vice Chief of Naval Operations) ab. Diesen Posten bekleidete er bis August 2009, woraufhin Admiral Jonathan W. Greenert am 13. August 2009 sein Nachfolger wurde. In dieser Verwendung beauftragte ihn US-Verteidigungsminister Robert Gates am 3. Februar 2009 mit einer 30-tägigen Überprüfung der Zustände im Gefangenenlager der Guantanamo Bay Naval Base, nachdem US-Präsident Barack Obama die Schließung des Lagers innerhalb eines Jahres angeordnet hatte.
Zuletzt löste Admiral Walsh am 25. September 2009 Admiral Robert F. Willard als Kommandeur der US-Pazifikflotte USPACFLT (US Pacific Fleet) mit Hauptquartier in der Pearl Harbor Naval Base auf Hawaii ab und hatte dieses Kommando bis zu seinem Ausscheiden aus dem aktiven Militärdienst am 20. Januar 2012 inne, woraufhin Admiral Cecil D. Haney seine Nachfolge antrat. Für seine langjährigen Verdienste wurde er drei Mal mit der Navy Distinguished Service Medal sowie fünf Mal mit der Defense Superior Service Medal ausgezeichnet.

## Auszeichnungen
- Navy Distinguished Service Medal (3×)
- Defense Superior Service Medal (5×)